# Système éducatif en Estonie
Le système éducatif en Estonie est principalement dirigé par le Ministère de l'Éducation et de la Recherche.
D'après Eurostat, les dépenses d'éducation représentent 6,4 % du PIB en 2022, faisant de l'Estonie le quatrième pays européen en la matière après l'Islande, la Belgique et la Suède,. Selon les enquêtes PISA menées parmi les pays de l'OCDE, l'Estonie est le premier pays européen pour l'acquisition des savoirs en mathématiques, sciences et compréhension écrite. D'après les évaluations, l'Estonie est l'un des pays de l'OCDE ou le contexte socio-économique a l’impact le plus faible sur les performances des élèves.

## Histoire
L'origine du système d'éducation formelle en Estonie remonte aux premières écoles religieuses fondées pendant la colonisation allemande au Moyen Âge à destination des Allemands-baltes. Par la suite, le règne suédois du XVIIe siècle et le développement de la pensée protestante parmi les allemands encourage l'accès à l'instruction pour les paysans autochtones. Ainsi, aux XVIIIe et XIXe siècles, les indigènes estoniens comme les germano-baltes font partie des peuples avec le plus fort taux d'alphabétisation de tout l'Empire russe : plus de 90% des habitants des provinces d'Estlande et Livonie savent lire et écrire, alors que les trois quarts de la population totale de l'Empire sont analphabètes,. Depuis le XVIIe siècle, l’éducation joue un rôle central dans la société estonienne, où elle est perçue comme un vecteur d’émancipation et de liberté.

## Politique

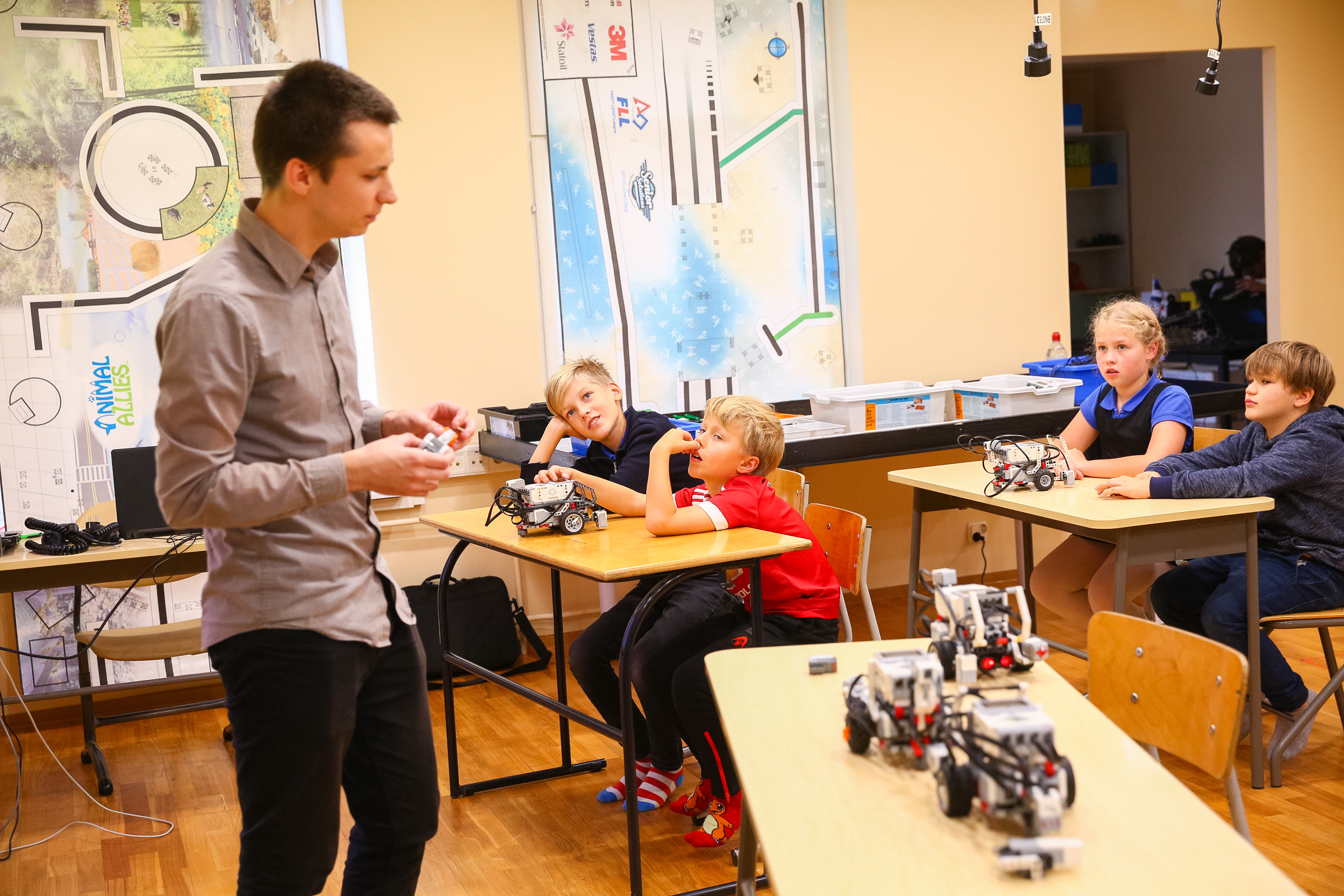
Atelier d'initiation à la robotique pour les écoliers à Tallinn (2017).

Le système éducatif estonien encourage la vulgarisation scientifique au travers de ses différents musées, évenements et centres d'interprétations, ainsi que l'utilisation des nouvelles technologies tels que l'enseignement massif de l'informatique dès les années 1990 ou l'introduction de l'intelligence artificielle à l'école en 2025. Depuis 2002, la politique éducative de l'Estonie tend à développer l'apprentissage par la pratique et l'acquisition de compétences tout au long de la vie. Depuis le rétablissement de l'indépendance, le système estonien est également caractérisé par une importante autonomie accordées aux écoles, qui disposent d'une large liberté pour établir les programmes sur la base des standards établis par le Ministère de l'Éducation et de la Recherche, chargé de la politique éducative du pays,,,. Le financement et la gestion des écoles publiques est assurée en priorité par les communes. Il existe cependant des écoles d'État, directement financées et gérées par ce dernier, ainsi que des écoles privées.

## Structure

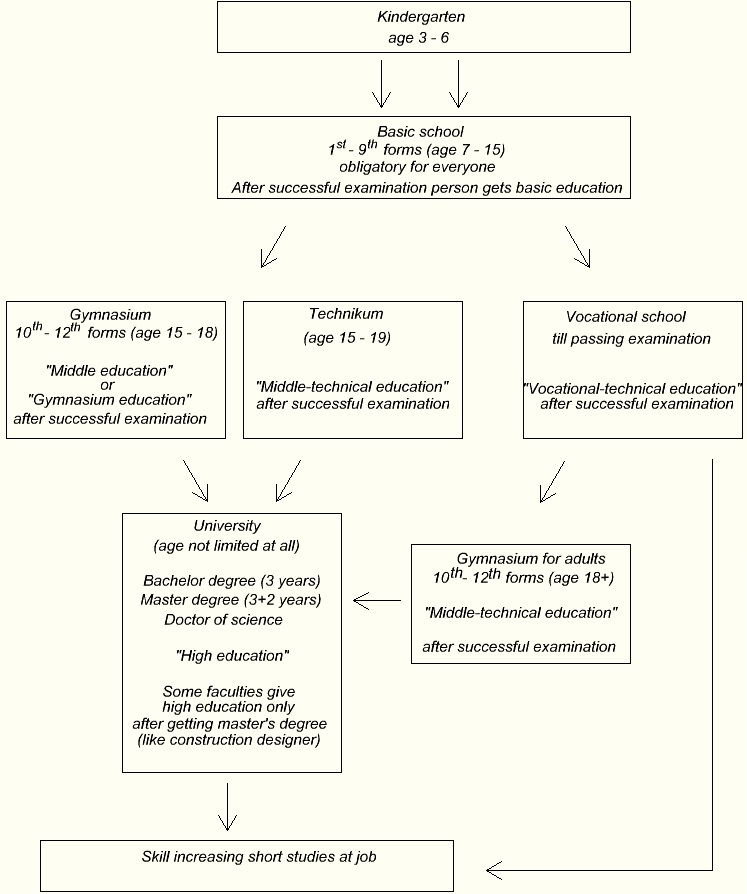
Schéma du système éducatif estonien (en anglais).

L'éducation préscolaire est dispensée dans des écoles maternelles (appelées Lasteaed, « jardin d'enfants ») ouvertes à partir de 1,5 an et jusqu'à sept ans. Si l'éducation n'est pas obligatoire avant sept ans, 94 % des enfants entre quatre et sept ans participent déjà aux activités des jardins d'enfants selon le ministère.
L'éducation basique (Põhiharidus) est gratuite, obligatoire et concerne les classes 1 à 9 (de 7 à 16 ans). L'enseignement basique se veut être assez uniforme entre les différentes écoles et se termine par un examen de trois épreuves standardisées avec deux matières obligatoires: mathématiques, littérature et un troisième examen au choix entre différentes matières.
L'enseignement secondaire (Üldkeskharidus), gratuit mais non-obligatoire, concerne les classes de niveau 10 à 12 (de 16 à 18-19 ans) et est dispensée dans des lycées (Gümnaasium) ou dans des écoles de formation professionnelle. Certains lycées se spécialisent dans des domaines, tandis que d'autres sont sélectifs et incluent des examens d'entrée, créant un phénomène de concurrence scolaire. L'enseignement secondaire général se conclut par un examen de fin d'études avec trois épreuves nationales standardisées, une épreuve propre à l'école ainsi que des travaux pratiques. Si 70 % des élèves se tournent vers l'enseignement secondaire général, 26 % des élèves vont dans des écoles de formation professionnelles. La politique actuelle tend néanmoins à créer des passerelles les deux systèmes (général et professionnel).
L'Estonie compte 19 établissements d'enseignement supérieur (Kõrgharidus), suivant les standards européens (Processus de Bologne), dont 6 universités publiques. La plus ancienne et reconnue d'entre elles est l'Université de Tartu, autrefois épicentre de l'influence germanique sur le territoire puis berceau du nationalisme estonien au XIXe siècle. L'enseignement supérieur est gratuit pour les étudiants à plein temps suivant un cursus en langue estonienne.

## Culture

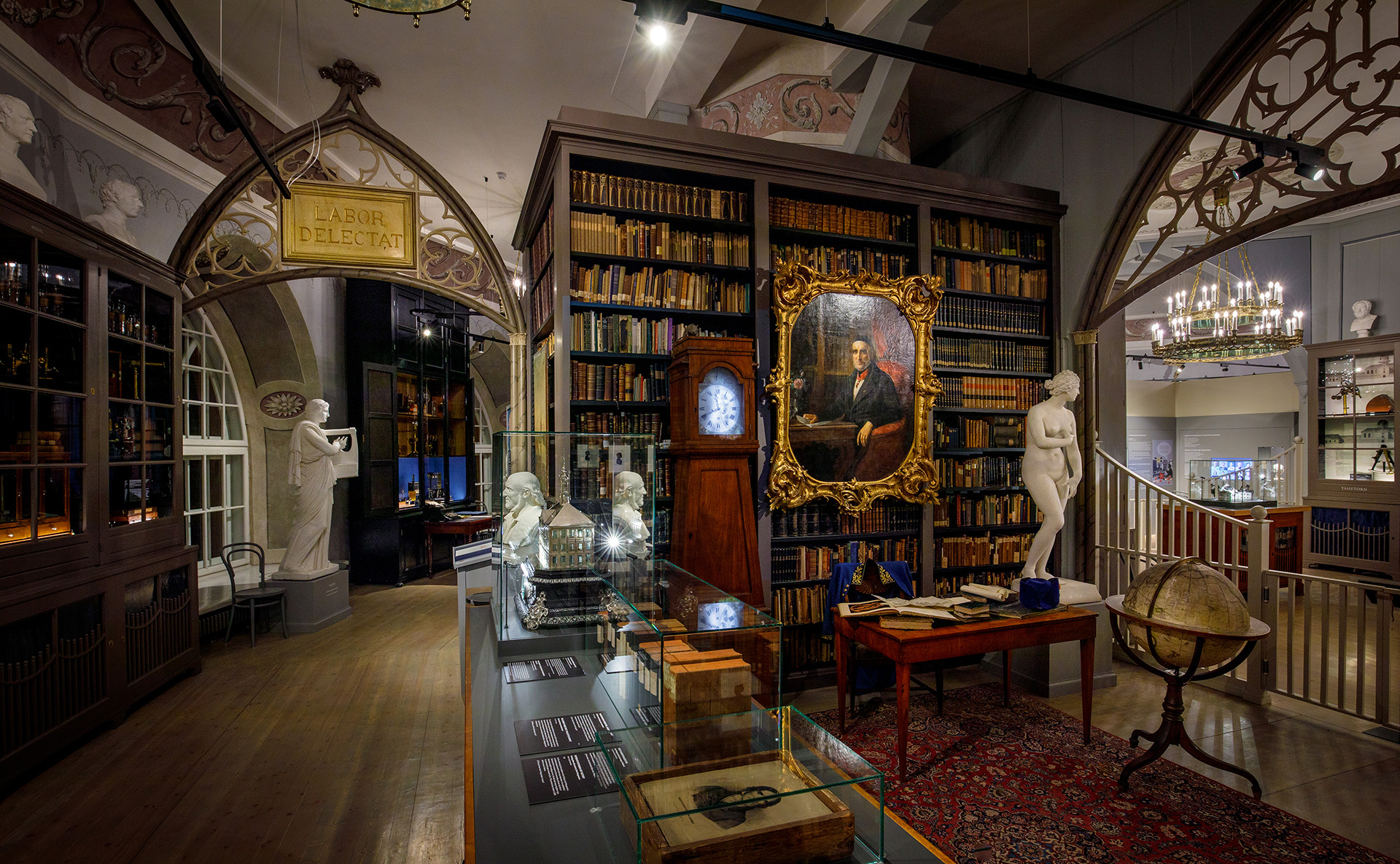
Le Musée de l'université de Tartu raconte les traditions de la vie étudiante en Estonie.

Du fait des similitudes culturelles et historiques, la vie scolaire et étudiante estonienne est largement imprégnée des traditions scolaires allemandes et nordiques telles que les cours centrés sur la matinée, les gymnasiums, le quart d'heure académique ainsi que les associations étudiantes de type Corps ou Studentenverbindung. L'Estonien est la langue d'apprentissage la plus courante même si, du fait de l'héritage de l'occupation soviétique, certaines écoles de quartiers à majorité russophone utilisent encore le russe comme langue d'apprentissage dans une partie des enseignements jusqu'en 2030,. Il existe également des écoles internationales spécialisées publiques ou privées comme l'École européenne de Tallinn ou les lycées allemands, anglais et français de Tallinn.

## Défaillances
Malgré une efficacité générale positive, le système éducatif estonien rencontre également quelques difficultés. Le pays souffre notamment d'une pénurie chronique d'enseignants,. Les enseignants dénoncent en outre une détérioration de leur conditions de travail dans les années 2020,,,,,. Il existe en outre des écarts de niveau entre les écoles de langue estonienne et les écoles de langue russe, généralement moins performantes.  